# 헨리 모건소 3세
헨리 모건소 3세(영어: Henry Morgenthau III, 1917년 1월 11일 ~ 2018년 7월 10일)는 미국의 작가로, 헨리 모건소의 손자이며 헨리 모건소 주니어의 아들이다. 아들로 영화 촬영 감독 크레이머 모건소가 있다.